# Ko Chang-seok
Ko Chang-seok (고창석) est un acteur sud-coréen né le 3 octobre 1970 à Busan en Corée du Sud.

## Filmographie

### Cinéma
- 2001 : Superman in Early Summer de Yoo Sang-gon
- 2004 : The Wolf Returns de Koo Ja-hong
- 2005 : Running Wild de Kim Sung-soo
- 2006 : Lady Vengeance de Park Chan-wook
- 2006 : Soo de Yōichi Sai
- 2006 : Ice Bar de Yeo In-gwang
- 2006 : The Host de Bong Joon-ho
- 2006 : No Mercy for the Rude de Park Chul-hee
- 2007 : Going by the Book de Ra Hee-chan
- 2008 : Antique de Min Kyu-dong
- 2008 : Rough Cut de Jang Hoon
- 2009 : Insadong Scandal de Park Hee-gon
- 2009 : The Case of Itaewon Homicide de Hong Ki-sun
- 2009 : In Between de Eo ll-seon et Min Du-sik
- 2009 : City of Fathers de Park Ji-won
- 2009 : The Secret Reunion de Jang Hoon
- 2009 : Second Half de Jo Seong-gyu
- 2010 : The Showdown de Park Hoon-jeong
- 2010 : Barefoot Dream de Kim Tae-gyun
- 2010 : If You Were Me 5 de Kang Yi-kwan, Bu Ji-young, Kim Dae-seung, Yun Seong-hyeon, Shin Dong-il
- 2010 : Hello Ghost de Kim Young-tak
- 2011 : Quick de Jo Beom-goo
- 2011 : Over My Dead Body de Woo Seon-ho
- 2011 : Dangerously Excited de Koo Ja-hong
- 2011 : My Black Mini Dress de Heo In-moo
- 2011 : Mr. Idol de Ra Hee-chan
- 2011 : Gojijeon de Jang Hoon
- 2012 : Miss Go de Park Chul-kwan
- 2012 : The Spy: Undercover Operation de Lee Seung-jun
- 2012 : The Suck Up Project : Mr. XXX-Kisser de Gim Seon-yeong
- 2012 : Gone with the Wind de Kim Joo-ho
- 2012 : Mister K de Lee Myeong-se
- 2012 : Almost Che de Yook Sang-hyo
- 2013 : Tabloid Truth de Kim Kwang-sik
- 2013 : Secretly, Greatly de Jang Cheol-soo
- 2013 : Gwansang de Han Jae-rim
- 2013 : The Huntresses de Park Jae-hyun
- 2014 : Criminal Designer de Kim Hong-sun
- 2014 : Slow Video de Kim Young-tak
- 2016 : Seon-dal : L'Homme qui vendit la rivière : Bo-won
- 2017 : A Taxi Driver (택시 운전사) de Jang Hoon
- 2017 : 1987: When the Day Comes (1987) de Jang Joon-hwan
- 2018 : Be with You (지금 만나러 갑니다) de Lee Jang-hoo
- 2018 : Dark Figure of Crime (암수살인) de Kim Tae-gyun
- 2020 : Innocence (결백) de Park Sang-hyeon
- 2022 : Project Wolf Hunting (늑대사냥) de Kim Hong-seon : Go Kun-bae
- 2025 : The Match (승부) de Kim Hyeong-joo : Cheon Seung-pil, père de Lee Chang-ho

### Télévision
- 2009 : Dream : Straw
- 2013 : Ad Genius Lee Tae-baek : Ma Jin-ga
- 2013 : Monstar
- 2013 : Good Doctor : Jo Jung-mi
- 2014 : The Night Watchman's Journal : Ministre Ddoong
- 2015 : Kill Me, Heal Me : Seok Ho-pil

## Distinctions
| Année | Récompense                  | Catégorie                           | Œuvre                               | Résultat   |
| ----- | --------------------------- | ----------------------------------- | ----------------------------------- | ---------- |
| 2008  | KMDb Awards                 | Meilleur acteur dans un second rôle | Rough Cut                           | Lauréat    |
| 2008  | 29e Blue Dragon Film Awards | Meilleur acteur dans un second rôle | Rough Cut                           | Nomination |
| 2008  | 7e Korean Film Awards       | Meilleur acteur dans un second rôle | Rough Cut                           | Nomination |
| 2010  | 18e Chunsa Film Art Awards  | Meilleur acteur dans un second rôle | A Barefoot Dream                    | Lauréat    |
| 2010  | 31e Blue Dragon Film Awards | Meilleur acteur dans un second rôle | Secret Reunion                      | Nomination |
| 2011  | 20e Buil Film Awards        | Meilleur acteur dans un second rôle | Gojijeon                            | Lauréat    |
| 2011  | 48e Grand Bell Awards       | Meilleur acteur dans un second rôle | The Showdown                        | Nomination |
| 2011  | 32e Blue Dragon Film Awards | Meilleur acteur dans un second rôle | Gojijeon                            | Nomination |
| 2013  | 7e Musical Awards           | Meilleur acteur dans un second rôle | Le Passe-Muraille                   | Nomination |
| 2013  | KBS Drama Awards            | Meilleur acteur dans un second rôle | Good Doctor, Ad Genius Lee Tae-baek | Nomination |